# Kingittorsuaq (Sermersooq)
Kingittorsuaq, på dansk også kendt som Hjortetakken, er et bjerg på sydsiden af fjorden Kangerluarsunnguaq, ca. 9 km sydøst for Nuuk i Grønland. Bjerget har en højde på 1.188 meter.
Ifølge Hoff (1959) skete den første videnskabelige bjergbestigning af Kingittorsuaq i 1909, da en schweizisk metrologisk ekspedition under ledelse af Alfred de Quervain besteg Sermitsiaq og Kingittorsuaq.